# Campionati del mondo Ironman del 1998
I Campionati del mondo Ironman del 1998 furono vinti da Peter Reid e Natascha Badmann.

## Ironman Hawaii - Classifica

### Uomini
| Pos. | Tempo   | Nome                 | Paese       | Ripartizione tempi | Ripartizione tempi | Ripartizione tempi | Ripartizione tempi | Ripartizione tempi |
| Pos. | Tempo   | Nome                 | Paese       | Nuoto              | T1                 | Bici               | T2                 | Corsa              |
| ---- | ------- | -------------------- | ----------- | ------------------ | ------------------ | ------------------ | ------------------ | ------------------ |
|      | 8:24:20 | Peter Reid           | Canada      | 0:52:04            | 1:08               | 4:42:23            | 1:14               | 2:47:31            |
|      | 8:31:57 | Luc Van Lierde       | Belgio      | 0:48:48            | 0:59               | 4:52:45            | 1:27               | 2:47:58            |
|      | 8:32:57 | Lothar Leder         | Germania    | 0:50:43            | 0:40               | 4:55:20            | 1:16               | 2:44:58            |
| 4    | 8:38:06 | Christoph Mauch      | Svizzera    | 0:51:41            | 1:32               | 4:50:02            | 1:12               | 2:53:39            |
| 5    | 8:39:07 | Spencer Smith        | Regno Unito | 0:49:02            | 1:11               | 4:53:30            | 1:44               | 2:53:40            |
| 6    | 8:40:45 | Christopher Legh     | Australia   | 0:55:12            | 1:15               | 4:46:14            | 1:21               | 2:56:43            |
| 7    | 8:41:10 | Rene Rovera          | Francia     | 0:55:05            | 1:03               | 4:55:19            | 1:40               | 2:48:03            |
| 8    | 8:45:21 | Thomas Hellriegel    | Germania    | 0:52:08            | 1:44               | 4:41:45            | 1:10               | 3:08:34            |
| 9    | 8:46:52 | Rainer Müller-Hörner | Germania    | 0:51:47            | 1:23               | 4:53:55            | 0:44               | 2:59:03            |
| 10   | 8:48:59 | Timothy DeBoom       | Stati Uniti | 0:49:14            | 1:06               | 4:52:17            | 1:39               | 3:04:43            |

### Donne
| Pos. | Tempo   | Nome             | Paese       | Ripartizione tempi | Ripartizione tempi | Ripartizione tempi | Ripartizione tempi | Ripartizione tempi |
| Pos. | Tempo   | Nome             | Paese       | Nuoto              | T1                 | Bici               | T2                 | Corsa              |
| ---- | ------- | ---------------- | ----------- | ------------------ | ------------------ | ------------------ | ------------------ | ------------------ |
|      | 9:24:16 | Natascha Badmann | Svizzera    | 0:56:02            | 1:11               | 5:10:00            | 2:13               | 3:14:50            |
|      | 9:27:19 | Lori Bowden      | Canada      | 1:01:43            | 1:37               | 5:15:54            | 1:02               | 3:07:03            |
|      | 9:28:29 | Fernanda Keller  | Brasile     | 0:55:43            | 1:02               | 5:18:14            | 1:13               | 3:12:17            |
| 4    | 9:42:28 | Melissa Spooner  | Canada      | 0:56:01            | 1:42               | 5:18:42            | 2:04               | 3:23:59            |
| 5    | 9:42:55 | Heather Fuhr     | Canada      | 1:01:10            | 2:38               | 5:30:19            | 4:46               | 3:04:02            |
| 6    | 9:46:30 | Joanna Zeiger    | Stati Uniti | 0:50:46            | 1:34               | 5:29:50            | 5:15               | 3:19:05            |
| 7    | 9:51:38 | Isabelle Gagnon  | Canada      | 0:56:13            | 2:17               | 5:26:12            | 2:23               | 3:24:33            |
| 8    | 9:52:21 | Sian Welch       | Stati Uniti | 0:53:57            | 1:19               | 5:16:44            | 1:27               | 3:38:54            |
| 9    | 9:57:51 | Susanne Nielsen  | Danimarca   | 0:54:04            | 1:44               | 5:26:29            | 2:21               | 3:33:13            |
| 10   | 9:59:43 | Wendy Ingraham   | Stati Uniti | 0:49:11            | 1:30               | 5:29:14            | 2:44               | 3:37:04            |

## Ironman - Risultati della serie

### Uomini
| Evento    | Oro        | Tempo   | Argento    | Tempo   | Bronzo        | Tempo   |
| Australia | Peter Reid | 8:20:27 | Chris Legh | 8:20:41 | Jason Shortis | 8:38:41 |

### Donne
| Evento    | Oro        | Tempo   | Argento     | Tempo   | Bronzo      | Tempo   |
| Australia | Sian Welch | 9:15:09 | Joanne King | 9:16:33 | Lori Bowden | 9:17:52 |

## Calendario competizioni
| Progr. | Data           | Evento            | Sede                                   | Nazione   |
| ------ | -------------- | ----------------- | -------------------------------------- | --------- |
| 1      | 25 aprile 1998 | Ironman Australia | Forster/Tuncurry, Nuovo Galles del Sud | Australia |